# Morangos Com Açúcar – O Filme
Morangos Com Açúcar – O Filme (Portugiesisch für: Erdbeeren mit Zucker – der Film) ist ein Film des portugiesischen Fernsehregisseurs Hugo de Sousa. Es war der Kinofilm zur erfolgreichen Jugendserie Morangos Com Açúcar des privaten Fernsehsenders TVI. Wie in der Serie sind auch hier junge Menschen, Liebesgeschichten, viel Musik und gelegentliche komische Szenen die wesentlichen Merkmale.

## Inhalt
Eine Gruppe Freunde reist in die Sommerferien in ein Ferienlager für junge Menschen und trifft dort Freunde oder macht neue Bekanntschaften. Die Gruppe spielt zusammen in einer Band und will am Musikwettbewerb des Camps mitmachen.
Die Beteiligten sind in ausgelassener Sommerlaune, sie baden am Strand oder im Swimmingpool, sie musizieren, verlieben sich, streiten und versöhnen sich, und feiern abends zusammen. Und alle fiebern dem Bandwettbewerb entgegen, der dann in ausgelassener Partystimmung endet.

## Rezeption
Nach einer Vorpremiere im Lissabonner Cinema São Jorge am 28. August 2012 kam der Film am 30. August 2012 in die Kinos, wo er ein großer Publikumserfolg wurde und mit seinen 238.200 Besuchern zu den erfolgreichsten portugiesischen Filmen seit 2004 (Beginn der öffentlich geführten Box-Office-Statistiken durch das portugiesische Filminstitut ICA) zählt. Er profitierte dabei von einer breiten Werbekampagne, vor allem aber von der allgemeinen Morangos Com Açúcar-Hysterie unter jugendlichen Fans der gleichnamigen Fernsehserie.
Er war danach bei den Globos de Ouro 2013 und den Caminhos do Cinema Português für Preise nominiert.
Der Film erschien 2012 als DVD bei ZON Audiovisuais.